# انتهاكات وكالة المخابرات المركزية لحقوق الإنسان
يشير انتهاكات الـ CIA لحقوق الإنسان إلى أنشطة وكالة الاستخبارات المركزية التابعة للحكومة الفيدرالية للولايات المتحدة، التي تنتهك حقوق الإنسان.

## المبادئ العامة

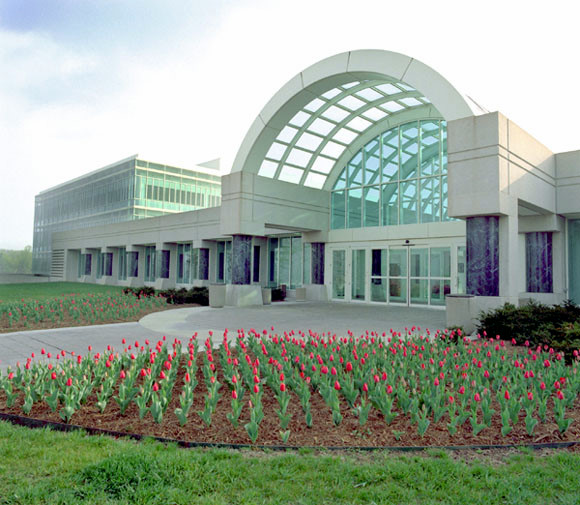
مدخل مقر منظمة سي آي أي

في عام 2003، كتبت باتريشيا ديريان، التي شغلت منصب مساعد وزيرة الخارجية لشئون حقوق الإنسان في إدارة كارتر أن "من خلال هذه الوكالات العسكرية والاستخبارية الأمريكية، ترسل حكومة الولايات المتحدة رسالة خطيرة ومزدوجة. وإذا استمر هذا الأمر، فسياستنا بشأن حقوق الإنسان "ستدمر كليا".
وفي فهم دور وكالة الاستخبارات المركزية في حقوق الإنسان، توجد هناك تحديات أخلاقية صعبة. يقول جون ر.ستوكويل، وهو ضابط سابق بوكالة الاستخبارات المركزية الأمريكية والذي أصبح ناقدًا اجتماعيًا فيما بعد، حول الضباط الميدانيين بوكالة الاستخبارات المركزية: «إنهم لا يلتقون بفرق الموت في الشوارع التي يتم فيها قتل الأشخاص أو سحقهم. بل يلتقي موظفو وكالة المخابرات المركزية في سان سلفادور مع رؤساء الشرطة، والأشخاص الذين يديرون فرق الموت، بجانب حمام السباحة في الفيلات، وهم يتواصلون معهم. وهي نوع من العلاقات المتحضرة والمتطورة. وهم يتحدثون بينهم عن أطفالهم، الذين يدرسون في جامعة كاليفورنيا في لوس أنجلوس أو في جامعة هارفارد وغيرها من المدارس، ولا يتحدثون عن أهوال ما يجري. بل يتظاهرون كأنه غير صحيح».
وقال فلورنسيو كابالير، وهو محقق سابق في جيش هندوراس، بأنه تلقى تدريباً من قبل وكالة الاستخبارات المركزية. وهذا ما أكدته نيويورك تايمز في تقرير عن مسؤولي الولايات المتحدة وهندوراس. ويوضح كابالير في روايته فيما يتعلق بكيفية السماح لوحدات الجيش والشرطة بتنظيم فرق الموت التي استولت على اليساريين المشتبه بهم واستجوبتهم وقتلتهم. وقد تم تأكيد جزء كبير من روايته من قبل ثلاثة مسؤولين أمريكيين ومسؤوليْن من هندوراس. وقال إنه حين كان يقوم المدربين الأرجنتينيين والشيليين بتدريس تقنيات الاختطاف والقضاء في جيش هندوراس، منعت وكالة الاستخبارات المركزية الأمريكية صراحة استخدام التعذيب الجسدي أو الاغتيال.
ووصف كابالير دور وكالة الاستخبارات المركزية بأنه غامض. وقال إن ضباطه الأعلى قد أمروه وأمروا أعضاء آخرين من وحدات المخابرات العسكرية بإخفاء مشاركتهم في فرق الموت من مستشاري السي آي إيه. وأضاف أنه تم إرساله إلى هيوستن لمدة ستة أشهر في عام 1979 ليتم تدريبه على أساليب الاستجواب من قبل مدربي وكالة الاستخبارات المركزية. وقال عن تدريباته الأمريكية: «لقد أعدوني في الاستجواب لإنهاء استخدام التعذيب الجسدي في هندوراس واستخدام الأساليب النفسية بدلا من ذلك». وأضاف «عندما كان لدينا شخص مهم، كنا نخفيه عن الأميركيين، ثم نستجوبه بأنفسنا، ثم نسلّمه لفريق الموت ليقتلوه».

## التعذيب والترحيل السري
بعد هجمات 11 سبتمبر، قامت وكالة الاستخبارات المركزية (CIA) بتعذيب المعتقلين في المواقع السوداء التي كانت تديرها،
وقد سلّمت المعتقلين إلى الحكومات الصديقة لتعذيبهم وذلك بطريقة تتعارض مع القانون الأمريكي والدولي.
في نوفمبر 2005 كشفت واشنطن بوست لأول مرة عن وجود مواقع سوداء. ثم قامت المنظمات غير الحكومية المعنية بحقوق الإنسان بالإبلاغ عنها. ثم أقر الرئيس الأمريكي جورج دبليو بوش بوجود سجون سرية تديرها وكالة المخابرات المركزية خلال خطاب ألقاه في 6 سبتمبر 2006.
ثم قام المسؤولون الحكوميون، بمن فيهم نائب مساعد المدعي العام جون يو، بالإضافة إلى علماء قانونيين بارزين مثل آلان ديرشويتز، بالدفاع علنًا وتبرير استخدام التعذيب ضد المعتقلين المشتبه بهم.

## تدريب الشرطة
قبل عام 1973، كانت الإدارات مهتمة بشكل أساسي بالتهديد الشيوعي، ومواجهته مع قوات الأمن الداخلية في البلدان مثل الشرطة. وكانت أدوار الشرطة والجيش غير واضحة. بدأت المساعدات الأمريكية للشرطة الأجنبية في الخمسينيات، وازدادت في أوائل الستينيات عندما أصبحت إدارة كندي تشعر بالقلق إزاء تزايد أنشطة التمرد الشيوعي وأنشأت برنامجًا للأمن العام داخل وكالة التنمية الدولية (AID) لتدريب الشرطة الأجنبية.
بحلول عام 1968، كانت الولايات المتحدة تنفق 60 مليون دولار سنويًا لتدريب الشرطة في 34 دولة في مجالات مثل التحقيقات الجنائية، والدوريات، والاستجواب، ومكافحة التمرد، والسيطرة على الشغب، واستخدام الأسلحة، والتخلص من القنابل. كما قدمت الولايات المتحدة الأسلحة وأجهزة الاتصالات السلكية واللاسلكية والنقل وغيرها من المعدات.
في أوائل سبعينيات القرن العشرين، أعرب الكونغرس عن قلقه إزاء الغياب الواضح للمبادئ التوجيهية للسياسة واستخدام أموال البرنامج لدعم الأنظمة القمعية التي ارتكبت انتهاكات لحقوق الإنسان. ونتيجة لذلك، قرر الكونغرس أنه «من غير المستصوب أن تواصل الولايات المتحدة دعمها لأي منظمات شرطة أجنبية». وقد يمكن لكل من المخابرات المركزية الأمريكية والمخابرات العسكرية وقوة مكافحة التجسس ان يكون لهم علاقات مع الشرطة المحلية لجمع المعلومات الاستخباراتية.

## التجارب البشرية
كان مشروع إم كي ألترا، هو الاسم الرمزي لبرنامج غير قانوني للتجارب على البشر. الذي بدأ في عام 1950، وكان الهدف من التجارب على البشر تحديد وتطوير العقاقير والإجراءات التي تُستخدم في عمليات الاستجواب والتعذيب، من أجل إضعاف الفرد وانتزاع الاعترافات من خلال السيطرة على العقل.
وكانت هذه التجارب في مقام الأول تجربة الادوية وغيرها من المنبهات «الكيميائية والبيولوجية والإشعاعية» على كل من الاشخاص المتطوعة أو غير المطلعة.
في ديسمبر 1974، ذكرت صحيفة نيويورك تايمز أن وكالة المخابرات المركزية الأمريكية قامت بأنشطة محلية غير قانونية، بما في ذلك تجارب على مواطنين أمريكيين، خلال الستينيات. أثار التقرير تحقيقات من قبل كل من الكونغرس الأمريكي ولجنة رئاسية معروفة باسم لجنة روكفلر. كشفت تحقيقات الكونغرس وتقرير لجنة روكفلر أن وكالة الاستخبارات المركزية ووزارة الدفاع أجرتا في الواقع تجارب على البشر للتأثير على سلوكه والسيطرة عليه من خلال استخدام العقاقير ذات التأثير النفساني مثل LSD والميسكالين أو غيرها من الموارد الكيميائية والبيولوجية والنفسية الأخرى. وغالبا كانت تؤدى بطريقة غير مشروعة دون المعرفة، أو الموافقة من الأشخاص المعرضين للتجارب.